# Ricardo Duarte
Ricardo Duarte Mungi (ur. 9 lutego 1940 w Jauja) – peruwiański koszykarz, występujący na pozycji środkowego, uczestnik Igrzysk Olimpijskich w Tokio.
Na igrzyskach olimpijskich występował w kadrze Peru wspólnie z trzema braćmi, Enrique, Luisem i Raulem. 16 października 1964 roku ustanowił rekord igrzysk, notując w jednym ze spotkań 44 punkty.

## Osiągnięcia
Indywidualne
- Zaliczony do grona 50 najlepszych zawodników w historii rozgrywek FIBA (1991)

Reprezentacja
- Wicemistrz Ameryki Południowej (1963)[2]
- dwukrotny brązowy medalista mistrzostw Ameryki Południowej (1966, 1968)
- Mistrz igrzysk boliwaryjskich (1965)[2]
- Zdobywca Pucharu Pacyfiku (1960)[2]
- Uczestnik:
  - mistrzostw:
    - świata (1963 – 12. miejsce, 1967 – 10. miejsce)
    - Ameryki Południowej (1958 – 7. miejsce, 1961 – 5. miejsce, 1963, 1966, 1968, 1969 – 4. miejsce, 1977 – 5. miejsce)

  - igrzysk:
    - olimpijskich (1964 – 15. miejsce)[3]
    - panamerykańskich (1963 – 5. miejsce, 1967 – 8. miejsce, 1971 – 9. miejsce)
- Lider strzelców:
  - mistrzostw świata (1963)[4]
  - igrzysk olimpijskich (1964)[5]